# Parque Franklin Delano Roosevelt
El Parque de los Derechos de los Niños y Niñas - Franklin Delano Roosevelt es un área protegida ubicada en la Ciudad de la Costa, departamento de Canelones a escasos kilómetros del límite departamental con el departamento de Montevideo, y por ende la ciudad de Montevideo. El parque es propiedad del Ministerio de Ganadería Agricultura y Pesca, que lo cedió en comodato al Gobierno de Canelones.

## Generalidades
El parque consta de 4 grandes hectáreas o manzanas, la primera se encuentra al sureste de la Rambla Costanera que lo separa del Río de la Plata, la segunda frente al Hipermercado Geant (en dónde se encuentra una terminal provisoria de autobuses), la tercera se encuentra al este de la Avenida de las Américas y la cuarta se encuentra al noroeste de Cno Carrasco. A dichas manzanas las rodean la rambla de canelones al sur, la Avenida a la Playa al oeste, la Avenida Racine al este y  parte del antiguo Aeropuerto de Carrasco (actual terminal de cargas) junto con un predio militar (parte de una gran zona franca) al norte. Asimismo las cuatro manzanas son atravesadas por las principales vías de acceso este a la capital, tales como la Avenida Giannattasio, la Avenida de las Américas y la Avenida Wilson Ferreira Aldunate (ex Camino Carrasco).

## Historia
Si bien hoy se le conoce como Parque Roosevelt, antiguamente se le conocía como Parque Nacional de Carrasco y Parque Nacional Centenario; pero ya en el año 1945 es denominado como Parque Nacional Franklin Delano Roosevelt, en homenaje al presidente estadounidense Franklin D. Roosevelt. Es el primer parque estatal creado en Uruguay. 
A pesar de su nombre no es un parque nacional como tal. Recibió esa denominación debido a que fue administrado desde sus inicios de forma equivalente a un parque nacional, lo que contribuyó a su desarrollo en la oferta recreativa, educativa y científica. 
El área fue donación de la familia que formaran don Doroteo García y doña Carolina Lagos  al estado en 1907, en su superficie inicial comprendía 1300 hectáreas que se escrituraron en 1918. La donación del área estaba condicionada a la desecación de 100 hectáreas de bañado (por evitar poblaciones de mosquitos, riesgo de salud para la población) y la forestación de 300 hectáreas para crear un parque de uso público.
En 1916 fue el arquitecto paisajista Carlos Racine quien fue encomendado por el estado para adecuar el parque. Se plantaron 700.000 árboles mayoritariamente de las especies Eucalyptus globulus, Pinus pinaster, Acacia longifolia, Eucalyptus rostrata y Acacia melanoxylon.
En 1996 el estado aprobó un proyecto para mejorar las condiciones del parque para su uso público como área recreativa.

## Parque de los Derechos de los Niños y Niñas
En el año 2008, mediante un proyecto de revitalizacion, el Gobierno de Canelones, lo denominó como Parque de los Derechos de los Niños y Niñas - manteniendo la denominación de Franklin Delano Roosevelt - en el cual se reconstruyó el paseo Racine, se construyó una escuela pública, un centro deportivo y un centro cultural y recreativo en el marco del programa "La ciudad de los Derechos de las Niñas y Niños".

## Criolla del Roosevelt
Organizada desde 1976 por el Club de Leones de Shangrilá, durante la Semana de Turismo se desarrolló hasta el año 2020, retomámdose en el año 2022 un parque un festival folclórico llamado Criolla del Roosevelt.
Al igual que la Semana Criolla de la Rural del Prado, se disputan competencias de jineteadas gauchas participando jinetes de Argentina, Brasil y Uruguay.
Además de espectáculos de música folclórica y canto popular, también se realizan muestras artesanales y ferias alimenticias de comidas típicas.

## Infraestructura
Ordenados norte a sur
- Terminal de autobuses línea 109
- Escuela Pública N° 230
- Centro Deportivo
- Club de Fútbol
- Lago del Parque
- Paseo Pelouse Racine
- Ciudad de los Derechos de las Niñas y Niños
- Jefatura operacional de Policía

## Transporte
En el mes de enero de 2025 comenzó a funcionar la terminal de omnibus dentro del mismo, con acceso desde la Avenida a la Playa. La misma centralizo y organizo todos los servicios de transporte de la zona, las cuales desde el año 2008, con motivo de la implementación del STM, habían sido extendidas hacia el mismo, pero, ante la carencia de una terminal física, las mismas utilizaban el estacionamienro del Centro Comercial Geant. 
Estos destinos con anterioridad habían sido Puente Carrasco (Rambla Tomas Berreta), Puente Carrasco (Avenida Italia y Barradas) y Paso Carrasco (Camino Carrasco y Santa Mónica). 
También funciona, una pequeña terminal en el norte del parque (Paso Carrasco), precisamente en la Avenida Wilson Ferreira Aldunate y Avenida a la Playa en donde finalizan e inician los recorridos de la línea 109. Dicha terminal fue re-acondicionada en el año 2022 luego de la reactivación de muchos servicios luego de la pandemia post-covid. La línea también posee otro ramal hacía la terminal Parque Roosevelt dentro del horario matutino (hasta 9:00) y vespertino (desde 21:00) en días hábiles y único ramal activo sábados, domingos y días festivos.
Asimismo, durante la realización de la Semana Criolla (Semana Santa), diversas líneas de transporte tienen recorridos (extendidos) especiales con destino al Parque, construyéndose una terminal provisoria dentro del mismo.
Por lo cual, desde el año 2008 las líneas de transporte quedaron de la siguiente manera:
Montevideo
- 21 - Plaza Independencia  - Parque Roosevelt  (por Avenida Italia).
- 104 - Plaza Independencia  - Parque Roosevelt  (por rambla).
- 105 - Plaza Independencia  - Parque Roosevelt  (por Camino Carrasco y Avenida Bolivia).
- 109 - Plaza España  - Parque Roosevelt /  / Criolla del Parque Rooselvelt (este último, es un ramal activo únicamente en semana criolla)
- 306 - Casabó - Parque Roosevelt  (por Carrasco, Malvín Alto, Maroñas, Prado y Cerro).
- D10 - Ciudad Vieja - Parque Roosevelt  (por Avenida Italia).
- D11 - Ciudad Vieja - Parque Roosevelt  (por Avenida Rivera).

Urbanos Canelones
- P760 - Pinar - Parque Roosevelt.
- P761 - Parque del Plata - Parque Roosevelt.
- T1N - Pando (Talar) - Parque Roosevelt / Paso Carrasco.
- T4N - Pando (Barreras) - Parque Roosevelt / Paso Carrasco.
- XA1 - Pinar Norte - Parque Roosevelt  (por Autódromo).

Ramales especiales sólo en semana criolla
- 103 - Los Aromos - Criolla del Parque Roosevelt. (Servicio realizado hasta 2016).
- 110 - Manga - Criolla del Parque Roosevelt.
- 142 - Plaza España - Criolla del Parque Roosevelt.
- 195 - Terminal Cerro - Criolla del Parque Roosevelt.
- 370 - Terminal Cerro - Criolla del Parque Roosevelt. (Servicio realizado hasta 2013).
- 407 - Plaza España - Criolla del Parque Roosevelt. (Servicio realizado hasta 2013).
- 468 - Colón / Playa Malvín - Criolla del Parque Roosevelt. (Servicio realizado hasta 2012).

Las líneas suburbanas que circulan por Avenida Giannatassio y la Avenida Wilson Ferreira Aldunate también realizan un desvío hacia la Criolla. Hasta el año 2017 también se contó con el servicio de recarga del buspass de la empresa COPSA. Este servicio consistía de una tarjeta inteligente, similar a la Tarjeta STM. Además, el servicio también contó con su Agencia Móvil, en dónde los usuarios ascendían a un bus acondicionado como agencia y así poder realizar su recarga de boletos mediante dicha tarjeta, el bus Agencia Móvil era una unidad carrocería Facansa (operativo hasta 2017). También participó en ese año un bus carrocería Marcopolo Viaggio (que estuvo operativo entre 2017 y 2020). Dicho servicio fue descontinuado años después, ya que la empresa participó del cambio al sistema STM desde 2020.